# Presagio

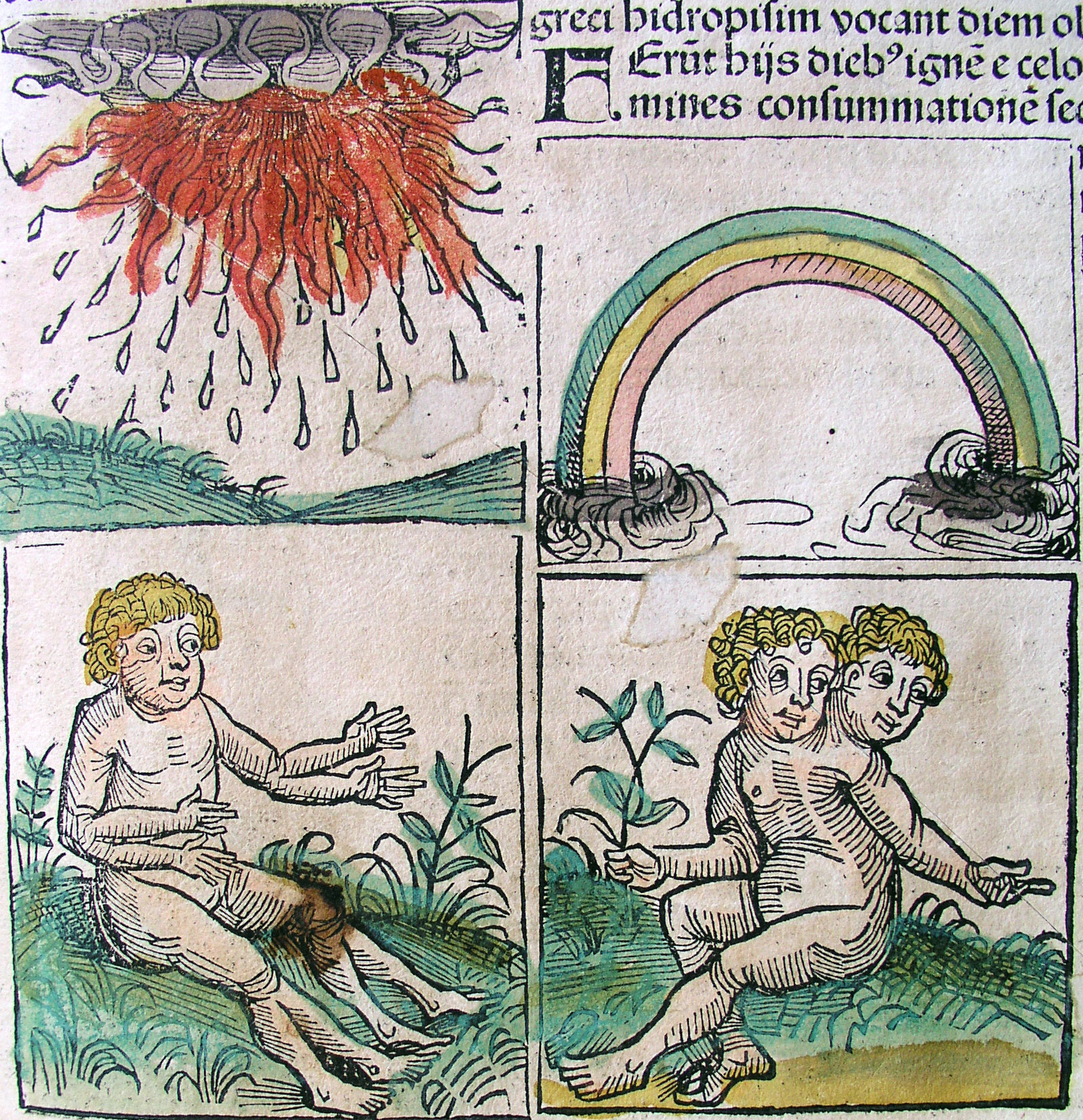
Ejemplos de presagios tomados de las Crónicas de Nuremberg (1493): fenómenos naturales y nacimientos extraños.

Un presagio es un fenómeno que se cree que sirve para adivinar el futuro, y que a menudo hace referencia al advenimiento de un cambio. También es llamado augurio, como los realizados por los augures en la Antigua Roma.
La interpretación de presagios y de signos proféticos es una forma de adivinación. 
Las prácticas adivinatorias también estaban relacionadas con la medicina primitiva en la era precristiana. 

## Buenos y malos
Los presagios pueden considerarse buenos o malos dependiendo de su interpretación. Se puede interpretar de forma diferente un mismo signo según la persona o la cultura que lo esté haciendo, o por la diferencia de la persona.

## Presagios greco-romanos

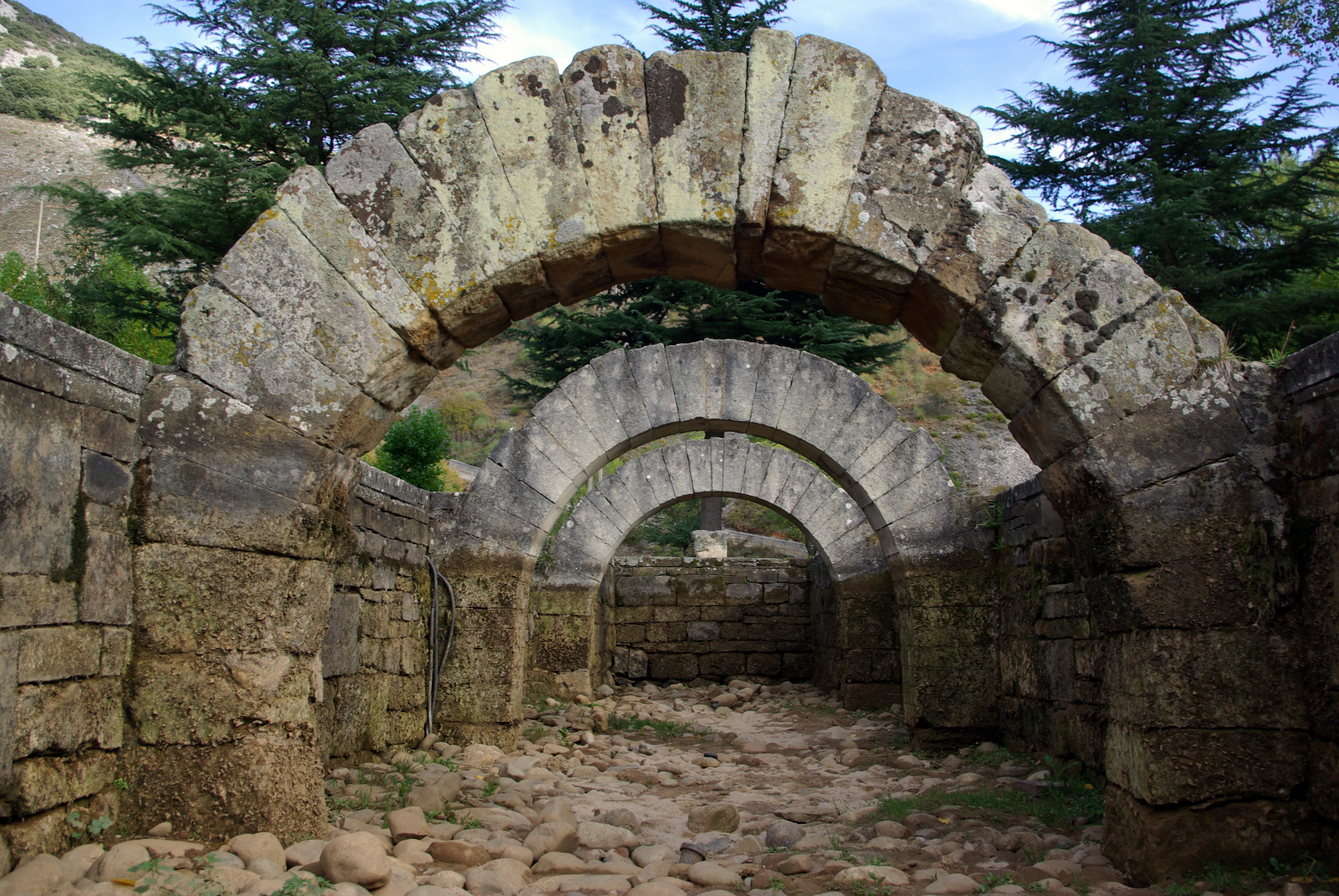
Las Fuentes Tamáricas en fase seca, en Velilla del Río Carrión (España). Plinio el Viejo señala en el su peculiaridad de manar y dejar de hacerlo sin explicación alguna, siendo sus intermitencias consideradas como un augurio.

Los presagios, anuncios, predicciones y vaticinios se diferenciaban de los augurios en que éstos se practicaban y percibían conforme los signos buscados y prevenidos por las reglas del arte augural, en tanto que los presagios, como dimanados de la casualidad, eran interpretados por cada persona de un modo más vago o al capricho. Se pueden reducir a siete clases principales:
- El Ornen (por orimen de los latinos). Estas palabras casuales se llamaban voces divinas, cuando no se sabía la persona que las pronunciaba: tal fue la voz que anunció a los romanos que se acercaban los galos, y esta voz divina mereció que se le erigiera un templo con el nombre de Aio Locucio. Pero estas mismas palabras eran voces humanas, cuando se conocía la persona que las había proferido, porque entonces no procedían inmediatamente de los dioses. Antes de comenzar cualquier trabajo o cometer cualquier empresa, era costumbre salir de casa para recoger las palabras que pronunciara al caso la primera persona que se encontrase en la calle; o bien se mandaba un siervo para que escuchase lo que por ella decían, y sobre las palabras pronunciadas por casualidad hubo ocasiones en que se adoptaron medidas muy importantes de precaución.
- Los estremecimientos o agitaciones súbitas de alguna parte del cuerpo, como las palpitaciones del corazón, signos de mal agüero, presagiaban con particularidad la traición de algún amigo; la convulsión repentina del ojo derecho y de las cejas se reputaba feliz presagio. El entumecimiento o la inmovilidad del dedo meñique o el temblor agitado del pulgar de la mano izquierda no significaba nada favorable.
- Los zumbidos de los oídos y los murmullos o estruendos que se presumían oír: cuando silbaba el oído, era señal de que alguna persona hablaba de otra en su ausencia.
- Los estornudos fueron presagios equívocos y podían ser buenos o malos según los accidentes y las ocasiones. Por esta razón, se introdujo la costumbre de saludar a la persona que estornudaba y se decían preces por la conservación de su salud y que no le sobreviniera nada malo. Los estornudos de la mañana no se reputaron por buenos; mejores eran los del resto del día: entre los que se daban después del mediodía se estimaron de mejor presagio los que procedían del lado derecho.
- Las caídas imprevistas: Marco Furio Camilo después de la toma de Veyes, al ver el inmenso botín que había obtenido, rogó a los dioses lo preservaran de todo suceso desgraciado que pudieran suscitar los codiciosos de su fortuna y enemigos del pueblo romano. Mientras estaba haciendo su plegaria se cayó, lo que fue reputado de mal pronóstico, sirviendo de presagio para su destierro y que los galos entrasen en Roma. Las estatuas de los dioses domésticos o lares de Nerón se encontraron caídas en tierra en enero, y este funesto presagio anunció estar cercana la muerte del emperador. Tanto si tropezaba el pie contra el umbral o escalón de la puerta al tiempo de salir a la calle, como si se rompía la cinta del calzado o bien, al levantarse de su asiento, se sentía prendido por la ropa, todos estos accidentes eran signos de mal agüero.
- El encuentro de ciertas personas o animales. Un etíope o abisinio, un enano, un hombre contrahecho, o con cualquier otra imperfección física, que se encontrasen por la mañana al salir de la casa, eran objeto de espanto y motivo para volver a entrar en ella. El encuentro con un león, hormigas, abejas... indicaban feliz presagio, pero no era así en el caso de las culebras, zorros, gatos, perros..., pues denotaban un pronóstico desgraciado. Scceva canina {de scavus, presagio funesto; canis, perro) era el encuentro casual de un perro o bien oír su ladrido.
- Los nombres: era costumbre, ya en las ceremonias religiosas como en los negocios públicos y en los privados, emplear con el mayor cuidado los nombres cuya significación expresara algún recuerdo o cosa agradable. Así pues, se procuraba que los niños que ayudaban en los sacrificios, los ministros o sacerdotes que practicasen la ceremonia de la dedicación de un templo y los soldados que se alistasen en la milicia tuvieran nombres afortunados o dichosos. Se evitaban, por el contrario, nombres de significación triste y desgraciada.

Además de todos estos presagios, de la observación de la luz de la vela o lámpara, se deducían los pronósticos para saber el cambio o mudanza del tiempo y también el éxito de los negocios. Por último, no se olvidaba el uso pueril de hacer crujir en la mano las hojas de cualquier flor o planta o estrujar entre los dedos las pepitas de las manzanas y hacerlas saltar al techo para hacer la prueba de si la persona se encontraba correspondida por su amante...
Como en todo tiempo y ocasión eran indispensables los presagios, su uso se hizo tan general que, según se ha dicho, se tomaban al tiempo de comenzar cualquier trabajo o faena. De aquí procedió que se introdujera  en Roma la costumbre de no proferir ninguna palabra de disgusto en determinado día de enero; por el contrario, frases de agrado y contento, y felicitaciones con mutuos y expresivos cumplimientos acompañados de algunos cortos agasajos, se prodigaban con motivo de esta solemnidad. Por esta razón, en todas las ceremonias religiosas y en los actos públicos precedía la fórmula: Quod felix, faustum, fortunatumque sit: lo propio se decía cuando llegaba el caso de celebrarse matrimonios, en el nacimiento de las personas, en los viajes, en los festines...
Pero no bastaba con observar los presagios, era preciso aceptarlos cuando parecían favorables a fin de que produjeran su efecto. Se necesitaba tributar las más cumplidas gracias a los dioses que habían dado los presagios, pidiéndoles que los cumplieran y rogándoles al propio tiempo siguieran acordando nuevos felices prestigios que confirmaran o fuesen tan gratos como los primeros. Mas si el presagio se mostraba funesto o impertinente, se desechaba la idea con horror. Todas las súplicas a los dioses se dirigían para aplacar su ira y evitar los terribles efectos del presagio, siempre que este se hubiese anunciado por casualidad; pero si había sido solicitado por la persona, no le quedaba otro arbitrio que someterse a la voluntad de los dioses.
Se remediaban los malos presagios de varios modos. Para borrar en el ánimo los efectos de un discurso o evitar la repugnancia que causara la vista de cualquier objeto desagradable, era uno de los medios más frecuente salivar o arrojar un esputo en el instante. No pudiéndose excusar el uso de ciertas palabras o frases de mal agüero, se tomaba la precaución de indicar con la higa o por el gesto o la acción que se desechaban con aborrecimiento, como igualmente todo lo que pudiese presagiar cosas funestas; todos estos eran actos apotropaicos.
De esta suerte, se empleaban de ordinario en la locución palabras más gratas que evitasen el tabú por medio de algún eufemismo, sustituyendo voces que ofrecían a la imaginación las ideas menos tristes y lúgubres. Era un lenguaje metafórico, de forma que para significar que una persona estaba muerta, se decía que había vivido. Por este orden, los atenienses nombraban a la cárcel, la casa, al verdugo o ejecutor de la justicia, el hombre público, a las Furias las Euménides o diosas compasivas...